# 1982年热带风暴克里斯
热带风暴克里斯（英語：Tropical Storm Chris）是1982年大西洋飓风季形成的第五个热带气旋和第三场获得命名的风暴，于1982年9月在美国墨西哥湾沿岸地区沿线引发轻度洪灾。系统于9月9日经墨西哥湾北部的地面低气压区发展而成，起初显现出亚热带天气系统特征，再逐渐发展出热带天气系统特征，于24小时后成为本季第四号热带低气压。气旋接下来开始增强，于9月10日升级成热带风暴并获名“克里斯”（Chris）。此后，风暴转向东北偏北并进一步强化，于9月11日达到风力时速100公里的最高强度。当晚，克里斯从德克萨斯州阿瑟港的萨宾帕斯附近登陆，之后便逐渐减弱，于9月13日在阿肯色州上空完全消散。
克里斯登岸期间令美国墨西哥湾沿岸潮水高涨，还受到大浪的冲击。风暴虽是在德克萨斯州登陆，但该州受到的影响很小，只有一家餐馆严重受损。登陆点东面的路易斯安那州受灾程度最为严重，虽然大部分地区雨量相对不高，但也有局部地区的降雨量超过380毫米。气旋还在美国中西部部分地区产生降水，雨量总体保持平稳。除路易斯安那州外，田纳西州西部也有局部地区的降雨总量超过250毫米，但随着克里斯继续北上，产生的降水也略有减少。路易斯安那州因轻度洪灾一共受到价值约100万美元的损失。其它区域受到的影响总体局限于小到中雨，只有田纳西州和肯塔基州出现局部洪灾。热带风暴克里斯没有造成人员丧生，经济损失总额约为200万美元（1982年美元）。

## 气象历史
9月6日，墨西哥湾有上层低气压天气系统形成，其环流逐渐向西移动。系统起初没有显著改善，但到9月8日时已成为地面低气压区。估气象机构估算，这片低气压区于协调世界时次日凌晨0点成为亚热带低气压。接下来24小时里，气旋开始呈现出热带天气系统特征，在北侧和东面发展出深层对流。根据海上石油钻井平台、雷达及空军侦察机的观测结果，到9月10日清晨时分，系统已转变成本季第四号热带低气压。不过，美国国家飓风中心在当时的实际操作中直至9月10日晚19点才开始针对气旋发布公告，此时系统已属热带风暴。
经过飓风季过后的重新分析，气象部门认为第四号热带低气压已于9月10日中午12点强化成热带风暴克里斯。受美国西南部上空的大规模低压槽影响，风暴立即转向北上。当晚，美国国家飓风中心认为外界环境虽然还不足以令气旋急剧强化，但克里斯的风速还是有可能在周六登陆前达到飓风标准。气旋继续北上逼近美国墨西哥湾沿岸地区，前进方向略朝东面偏移。9月11日，风暴以持续风速每小时100公里的最高强度从德克萨斯州阿瑟港的萨宾帕斯（Sabine Pass）附近登陆，并且很快就于中午12点达到994毫巴（百帕，29.4英寸汞柱）的最低气压值。接下来克里斯迅速减弱，到9月12日清晨已降级成热带低气压，其中心此时位于路易斯安那州中西部上空。气旋接下来进一步弱化，于9月13日凌晨0点在阿肯色州上空消散，其残留最终在美国中西部上空失去踪影。

## 防灾措施
随着风暴逼近美国墨西哥湾沿岸地区，路易斯安那州沿海地区有至少6500人撤离。墨西哥湾近海多个石油钻井平台的工作人员也赶在气旋来袭前转移。气象机构针对热带风暴克里斯发布多份观察预警和警报。9月9日，德克萨斯州亚瑟港东侧的路易斯安那州区域收到烈风警告。15小时后，亚瑟港至卡尔霍恩县的奥康纳港（Port O'Connor）也接获烈风警告。次日，德克萨斯州境内的烈风警告生效范围向南延伸到布朗斯维尔。9月10日晚22点，路易斯安那州摩根城至奥康纳港进入飓风观察预警生效状态，此时距克里斯登陆已过了约10小时。

## 影响

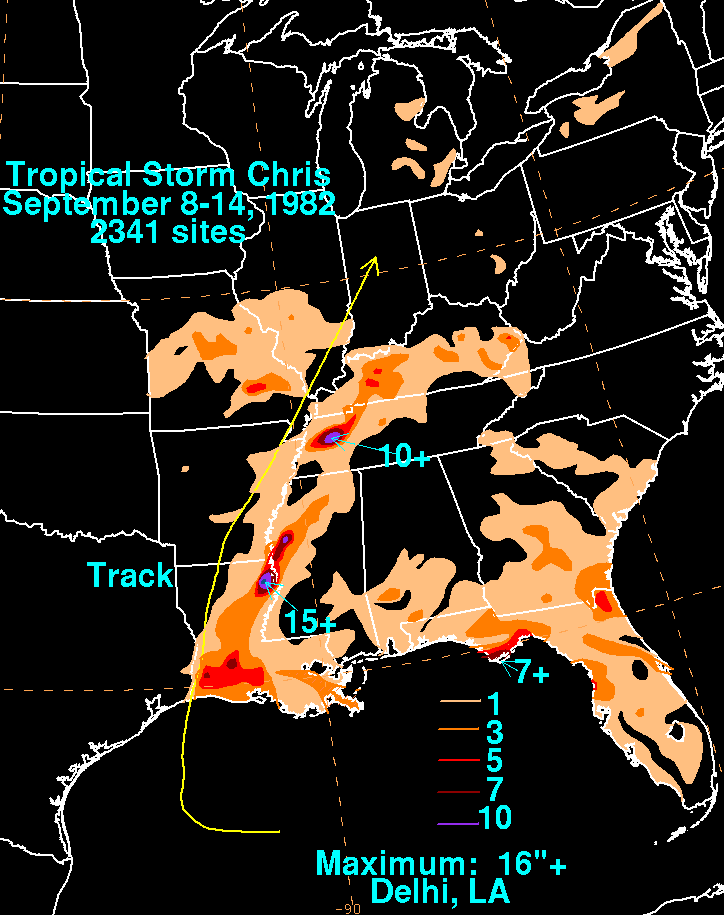
热带风暴克里斯的降水分布

墨西哥湾近海有石油钻井平台测得时速达130公里的阵风，湾内许多船只受到重创。萨宾帕斯东南方向约14公里海域有一艘20米长的船只沉没。德克萨斯州的降水很少，仅有约25毫米。该州出现的风力也很小，东部地区的风速总体低于热带风暴强度。不过，位于快乐岛（Pleasure Island）的一间餐厅受到风暴重创，损失总额估计有20万美元（1982年美元）。此外，海沿州立公园也受到轻度破坏，但损失数额仅有1000美元。阿瑟港地区出现多起停电事故。博蒙特有多条道路被淹，另有局部停电，但总体破坏程度很轻。
路易斯安那州海岸沿线的潮汐在1.2至2.1米之间。陆地上测得热带风暴强度风速的地点较少，降水以小到中雨为主。该州各地降雨量在130到250毫米之间，最高降雨量是在新德里测得，超过410毫米。莱克查尔斯降下130毫米雨量，引发严重街道洪灾，但因此受损的房屋很少。莱克查尔斯以南的卡梅伦堂区也受到轻度破坏，损失数额约为50万美元（1982年美元），但该堂区沿海区域因海潮高涨造成的破坏程度相当可观。据卡梅伦堂区的一名官员所称，堂区内各地都出现停电，而且霍利海滩（Holly Beach）也受到严重破坏。风暴在伊文格琳堂区催生出藤田级数达到2的龙卷风导致四幢建筑被毁，另有七套受损。路易斯安那州东北部也有局部地区受到大风影响，但所受破坏基本局限于树木倒塌和供电线缆中断。受暴雨影响，州内部分低洼地区被淹，还有沼泽泛滥。克莱顿出现3级龙卷风，致使11套房屋和一所教堂被毁，龙卷风还刮倒多颗树木并令多条供电线缆中断。整个路易斯安那州的损失总额约为100万美元。
路易斯安那州和密西西比州各地共计出现九场龙卷风。发生在密西西比州玻利瓦尔县克利夫兰（Cleveland）的一场令多户民居和商铺受损，还导致至少四人受伤。亚祖县伊甸（Eden）乡间也因龙卷风致使一套移动房屋倒塌。密西西比州另外还出现两场龙卷风，但造成的破坏都很小。该州的最高降雨量出现在西北部，约有250毫米，州内其他地区的降雨量从25到178毫米不等。阿拉巴马州局部地区的降雨量达到76毫米，同乔治亚州的最高降雨量接近。佛罗里达州降雨量最高的是西北狭长地带最南角，达到178毫米。此外，奥基乔比湖也降下25毫米雨量。佛罗里达州东北部测得130毫米雨量，佛罗里达礁岛群则没有出现降水。
阿肯色州多地的降雨量都只达到25毫米。密苏里州以东南部降雨量最高，达到130毫米，其它地区降雨量基本在25到76毫米之间且分布范围很广。伊利诺伊州南半部大部分地区降下25毫米雨量，但也有一地测得76毫米降水。印第安纳州的雨量很小，仅南部边界位置达到25毫米。田纳西州和肯塔基州的降雨量高达250至410毫米，在局部地区引发重大洪灾。田纳西州西部部分城市街道的洪水至少有齐腰高，吉布森县米兰（Milan）的多所学校关闭，70和79号美国国道部分路段被淹。卡洛尔县亨廷登（Huntington）有少量商铺因洪水受损。此外，南卡罗莱纳州、北卡罗莱纳州、纽约州、密歇根州、弗吉尼亚州和俄亥俄州的降雨量都在25毫米左右。总体而言，热带风暴克里斯没有造成人员遇难，破坏总额接近200万美元。